# Žabicatorget

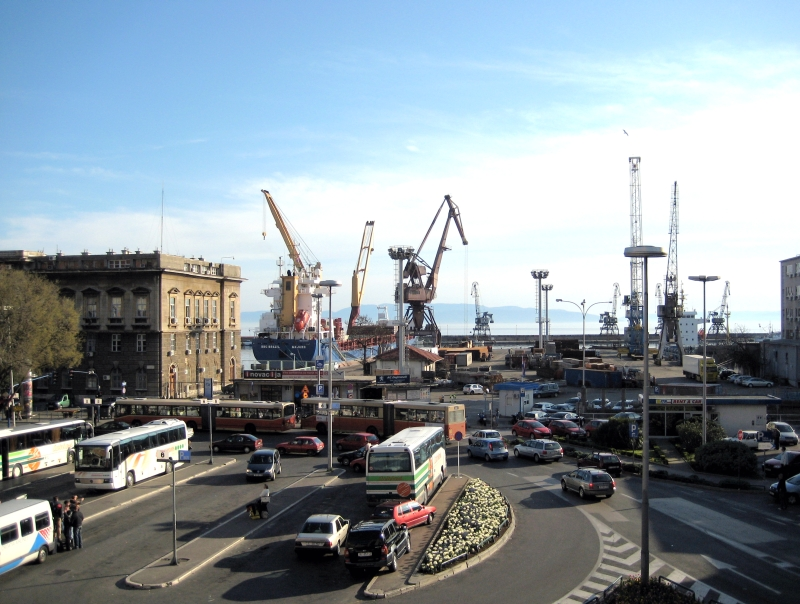
Žabicatorget och en del av Rijekas hamn år 2008.

Žabicatorget (kroatiska: Trg Žabica) med betydelsen 'Grodtorget', i folkmun kallat Žabica (Grodan), är ett torg i centrala Rijeka i Kroatien. Torget ligger mellan hamnen, järnvägsstationen och gågatan Korzo. Vid Žabicatorget ligger Rijekas centrala busstation för långfärds- och turistbussar och torget är ett av stadens transportnav. Vid torget ankommer och avgår bussar till/från Rijekas flygplats. 
Torgets namn kommer från det att det vid torget tidigare stod en fontän med en groda från vars mun vatten flödade. Žabicatorget har sedan länge varit ett transportnav. Innan motorfordonens introduktion transporterades gods från hamnen och torget med häst och vagn.
Till de mer framträdande byggnaderna vid Žabicatorget hör Kapucinkyrkan och Ploechpalatset. 

## Žabicatorgets resecentrum
Det finns långtgående planer för uppförande av ett nytt resecentrum kallat Zapadna Žabica (Västra Grodan) vid torget som ännu (år 2015) inte har realiserats. Det tilltänkta resecentret förmodas lösa de trafikproblem som uppstår vid Žabica i synnerhet under sommarsäsongen då intensifierad genomfart av turister, bil- och busstrafik skapar problem vid torget.       

### Fotnoter
1. 1 2 3  Klub-susacana.hr (kroatiska)
2. ↑  Rijeka.hr Arkiverad 10 mars 2016 hämtat från the Wayback Machine. - Staden Rijekas officiella webbplats (kroatiska)